# Кокемякі
Ко́кемякі (фін. Kokemäki швед. Kumo)  — місто в провінції Сатакунта в губернії Західна Фінляндія.
Населення  — 7 988 осіб (на 2010). Площа  — 531,34 км², із яких 50,08 км²  — водяне дзеркало. Щільність населення  — 16,60 осіб/км².

## Міста побратими
- Норвегія Лієр (від 1945)
- Естонія Пилтсамаа (від 1991)
- Швеція Фальчепінг (від 1945)
- Данія Хобро (від 1945)